# Ionossonda

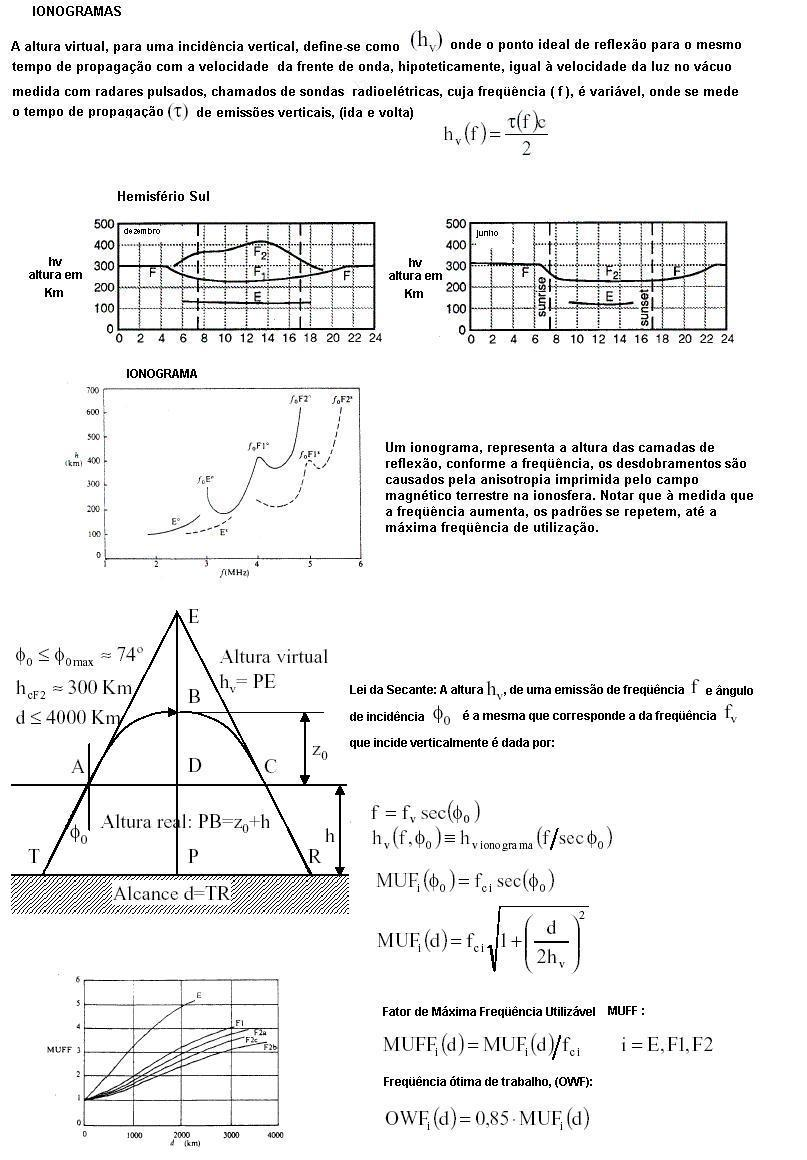
Através das Ionossondas, é possível a elaboração de Ionogramas

Ionossondas são dispositivos cuja função é mapear as camadas da ionosfera.
A ionossonda é de vital importância para a previsão das condições do plasma ionosférico na alta atmosfera do Planeta Terra.
A pesquisa da ionosfera é executada pela Aeronomia através da recepção de sinais de satélites. 
A pesquisa através de ionosondas é feita com sondagens por equipamentos desenvolvidos especialmente para este fim. As digissondas e os radares de espalhamento coerente (ESCO) estudam o comportamento da ionosfera e seus fenômenos, entre estes o comportamento dos processos dinâmicos, eletrodinâmicos e químicos do plasma ionosférico. Os dados de sensoriamento remoto da ionosfera são obtidos utilizando foguetes, satélites, sistemas de modelagem e simulação dos processos ionosféricos e termosféricos. 

## Campo magnético terrestre
O espaço compreendido ao redor da Terra é chamado magnetosfera. Seu limite exterior varia com o passar do tempo. Também se pode considerar o limite, ou região de transição, onde ocorrem os fenômenos das interações entre o campo magnético interplanetário e o plasma da alta atmosfera propriamente dito.

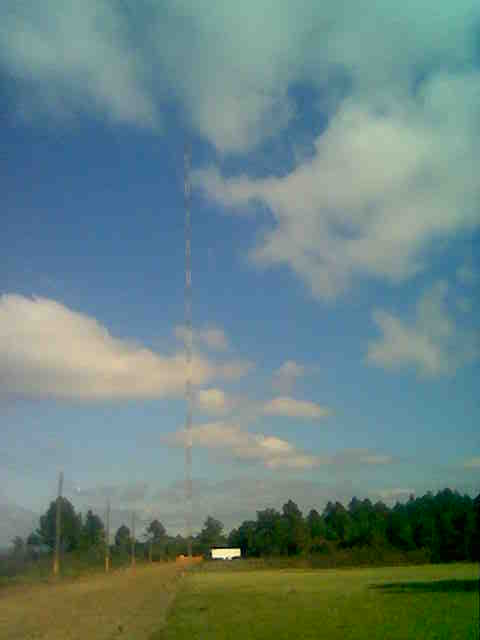
Ionosonda que opera em VLF, potência de pulsos 1,3 MW

## Plasma
Em física, núcleos atômicos provenientes de átomos completamente ionizados como os da radiação alfa, são habitualmente designados como partículas carregadas. A ionização é geralmente alcançada pela aplicação de elevadas energias aos átomos, seja através de uma alta tensão elétrica ou por via de radiação de alta energia. Um gás ionizado é chamado plasma.

## Ionização
A ionização é um processo químico-físico mediante o qual se produzem íons, átomos ou moléculas eletricamente carregadas , devido excesso ou falta de cargas a partir de átomos ou moléculas neutras. Há várias maneiras pelas quais se podem formar íons. Em certas reações químicas a ionização ocorre por transferência de elétrons, por exemplo, os átomos de cloro reagem com átomos de sódio para formar cloreto de sódio, com transferência de elétrons do sódio para o cloro formando íons de sódio ( Na+ ) e íons de cloro (Cl - ). 
Assim, um íon é um átomo ou molécula que perdeu ou ganhou elétrons. Quando carregado negativamente, chama-se ânion, a nomenclatura é devida atração para ânodos, enquanto íons com carga positiva são denominados como cátions, porque são atraídos por cátodos. 
Os processos de  ionização ocorrem, nas regiões delgadas da atmosfera, acima de 60 km em que se formam camadas iônicas, por isso à região é dado o nome de  ionosfera, que na parte inferior chama-se neutrosfera.
Os diversos elementos que compõe a atmosfera, absorvem comprimentos de onda diferentes em altitudes diferentes, este é o principal motivo da existência de camadas ionizadas segundo a altitude.  Este conjunto de camadas constitui a ionosfera que  constitui um estado particular do chamado envelope gasoso que recobre o nosso planeta.

## Camadas ionosféricas
Nas camadas ionosféricas a distribuição média de elétrons por metro cúbico varia muito conforme a hora do dia, estações do ano e condições solares e são denominadas regiões iônicas. 
As mais estudadas, para efeito da física da atmosfera, são a camada D; a camada E; a camada F1; e a camada F2, . Por causa de algumas particularidades, a ionosfera exerce um papel fundamental na propagação das ondas de rádio. Numa descrição mais simples, pode-se afirmar que as ondas de rádio emitidas, ao se propagar, se decompõem em duas partes, cujos comportamentos diferem entre si:  a primeira é a propagação de solo ou propagação terrestre, e a segunda é a propagação espacial.

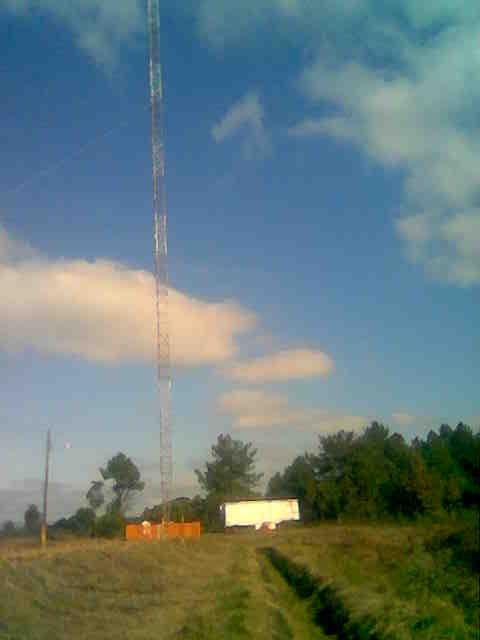
Torre de uma Ionosonda para pesquisas da região da AMAS

## Radiação solar e estruturas distributivas da atmosfera
A ionosfera é ionizada pela radiação solar e pelas radiações cósmicas. É importante para a configuração da eletricidade atmosférica e dá forma à borda interna da magnetosfera. Influencia a propagação de ondas eletromagnéticas e se situa na Termosfera. 
A troposfera é a camada atmosférica mais próxima do solo, e se estende da superfície até aproximadamente 10 quilômetros de altitude. A atmosfera acima de 10 quilômetros é chamada de estratosfera, seguida pela mesosfera. É na estratosfera que a radiação solar ao penetrar na alta atmosfera gera a camada de ozônio. Em alturas acima de 80 quilômetros, na termosfera, os elétrons livres podem existir por curtos períodos de tempo antes de ser capturados por um íon positivo próximo. 

## Propagação
O número de elétrons livres é suficiente para afetar a propagação de ondas eletromagnéticas. A ionosfera contém plasma, neste, os elétrons livres, os íons negativos e os íons positivos são atraídos ou repelidos pela força eletromagnética e eletrostática, são muito energéticos. A radiação solar nos comprimentos de onda ultravioleta (UV) e nos comprimentos de onda mais curtos de raios-X é considerada ionizante desde que os fótons nestas freqüências são capazes de desalojar um elétron de um átomo ou de uma molécula neutra do gás durante uma colisão. Ao mesmo tempo, entretanto, um processo oposto chamado recombinação começa a ocorrer. Neste um elétron livre “é capturado” por um íon positivo quando estão próximos. Enquanto a densidade do gás aumenta em baixa altitude, o processo de recombinação acelera desde que as moléculas e os íons do gás estejam mais próximos. O ponto de equilíbrio dos dois processos determina o grau de ionização.

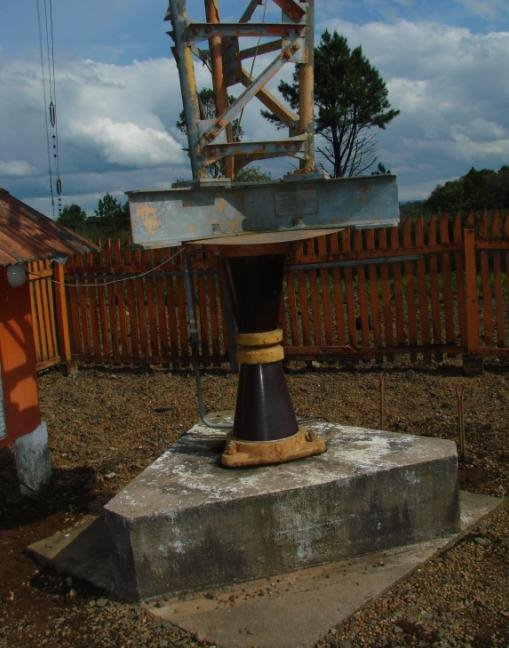
Ionosonda

A ionização depende primeiramente do Sol e da sua atividade, sua quantidade na ionosfera varia com a quantidade de radiação recebida. Assim há um efeito diurno e um efeito sasonal. O hemisfério local de inverno, estando mais longe do sol, recebe menos radiação. A atividade solar está associada com o ciclo de manchas solares. A radiação recebida varia com as zonas geográficas , há também mecanismos que perturbam a ionosfera e diminuem a ionização. Há distúrbios, tais como dilatações solares e a liberação associada de partículas carregadas pelo vento solar que alcança a terra e interage com seu campo geomagnético causando tempestades geomagnéticas.

## Rastreio por ionossondas
Estudos empregando o rastreio de sinais de estações transmissoras na faixa de VLF, demonstram que podem ocorrer precipitações eletrônicas acompanhadas de transferência de energia para o meio ambiente, possibilitando assim o aumento da ionização nas camadas D e E que se situam em altitudes menores em relação às camadas F1 e F2.
Assim, as ionosondas podem fornecer dados importantes quando precipitações eletrônicas provindas de flares solares, provocam modificações marcantes nas alturas da camada D.